# プニカリン
プニカリン(Punicalin)は、エラジタンニンの一種である。
ザクロ(Punica granatum)や、皮膚炎や肝炎の治療に用いられるモモタマナの葉に見られる。Combretum glutinosumでも報告されている。これら3種は全てフトモモ目であり、後2種はシクンシ科である。
強い炭酸脱水酵素阻害効果を持つ。

## 化学
この分子は構造中にグルコースと結合したガラギン酸を含む。